# Störbrücke (A 23)
Die Störbrücke ist eine über einen Kilometer lange Straßenbrücke bei Itzehoe, die die Stör – in diesem Abschnitt als Seeschifffahrtsstraße klassifiziert – überspannt.
Die erste Brücke wurde 1967 als Teil der Bundesstraße 5 eröffnet. Zwischen 2007 und 2015 wurde diese durch zwei parallele Brückenzüge der Bundesautobahn 23 ersetzt.

## Brücke von 1967

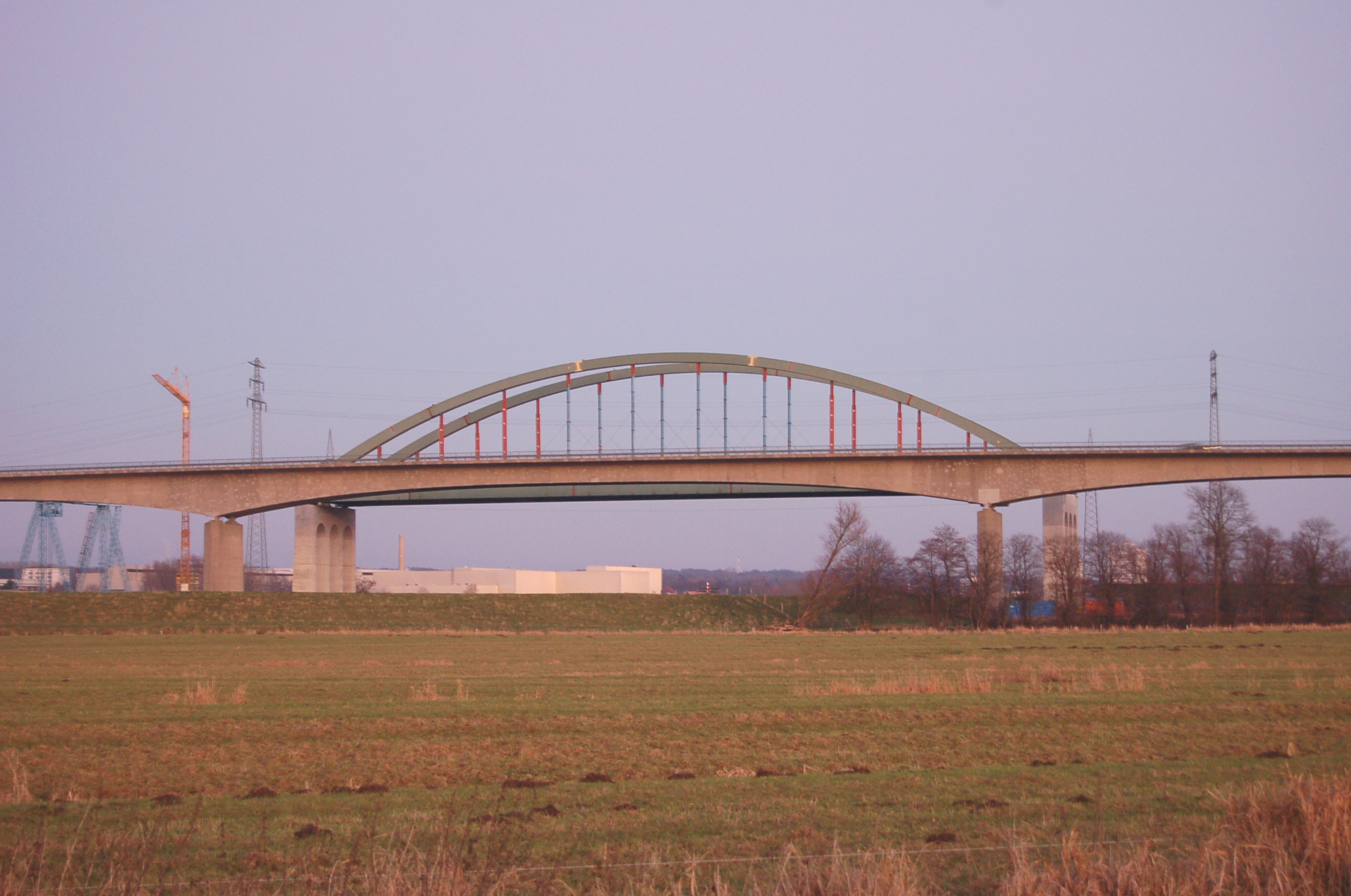
Alte und im Hintergrund die neue Brücke

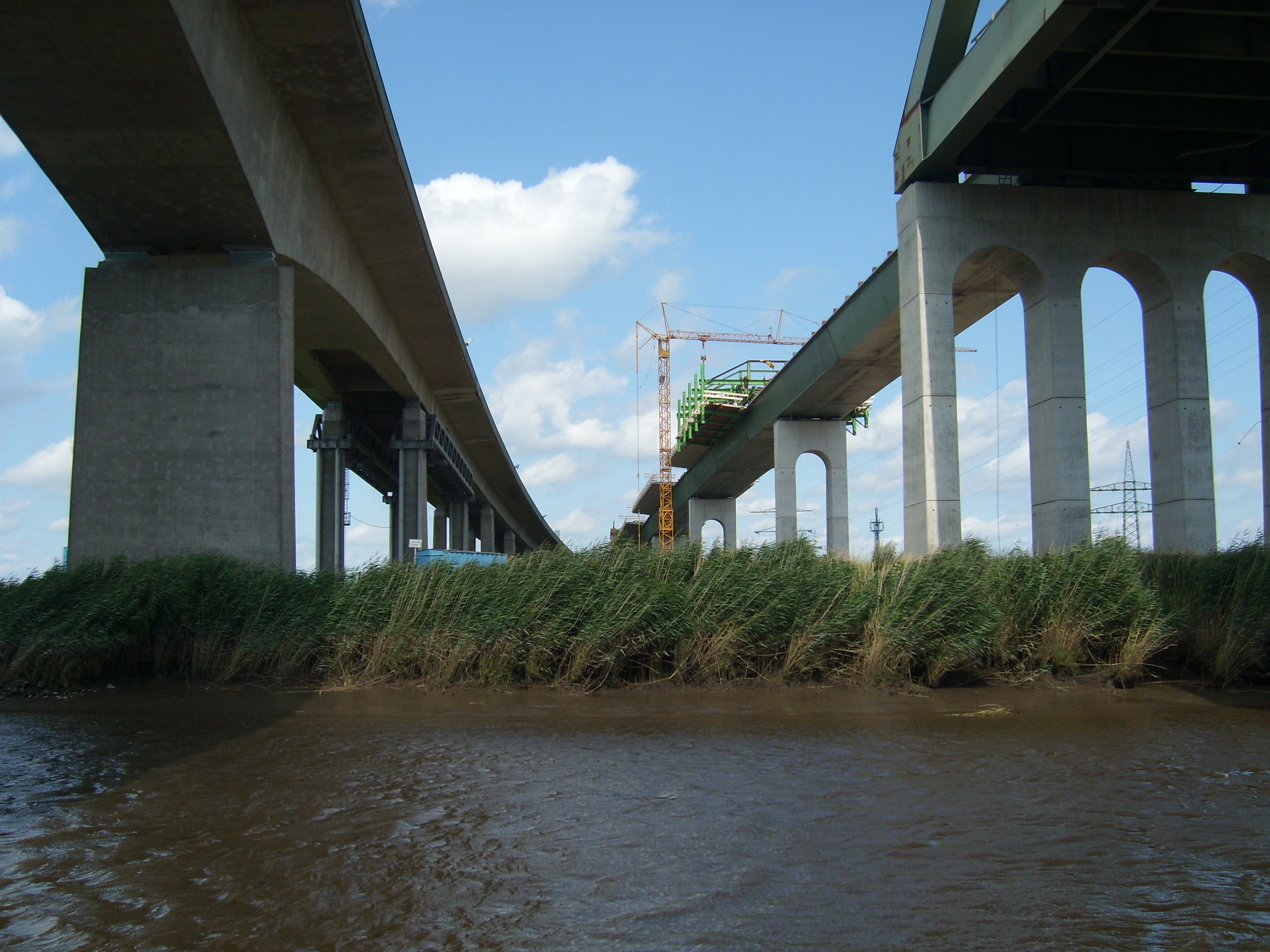
Alte und erste neue Brücke

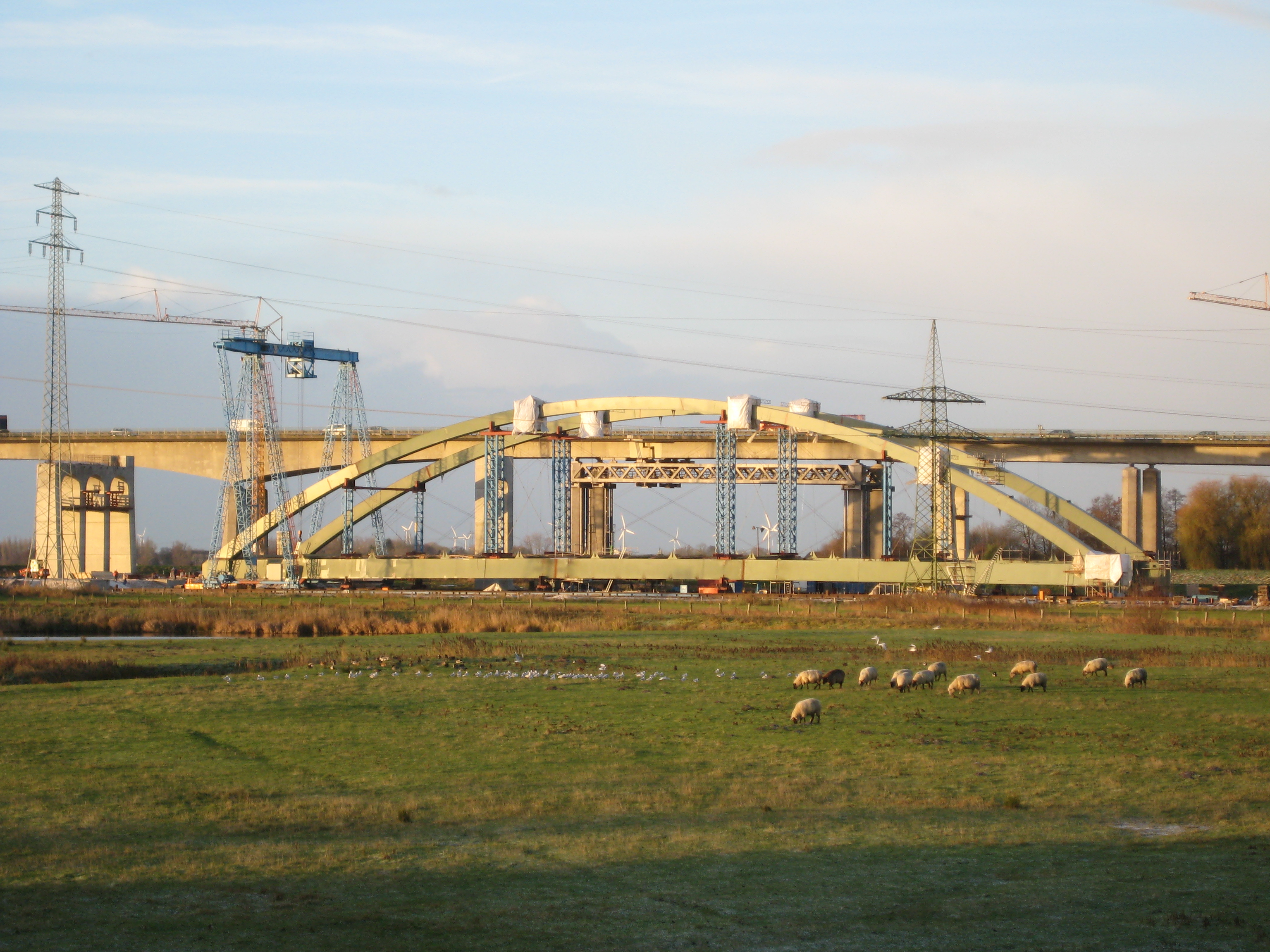
Montage der Stabbogenbrücke im November 2007

### Überbau
Gebaut wurde die (zuletzt) dreispurige, ursprünglich mit zwei Fahrstreifen und beidseitigen Seitenstreifen angelegte Hochbrücke zwischen 1965 und 1967 mit 26 Öffnungen, einer Gesamtlänge von 1160 m und einer Breite von 16 m. Die Spannbetonkonstruktion besteht aus drei Abschnitten.
Der erste Abschnitt ist die 392 m lange, südliche Rampenbrücke. Er hat neun Öffnungen mit jeweils 40 m Stützweite. Im zehnten, 44 m langen Feld ist nach 32 m ein Gerbergelenk als Übergangskonstruktion zur Strombrücke angeordnet. In Längsrichtung ist das Bauwerkssystem ein Durchlaufträger mit einer konstanten Konstruktionshöhe von 2,8 m. In Querrichtung ist ein zweistegiger Plattenbalken vorhanden. Die Stege haben einen Achsabstand von ungefähr 7,8 m und 1,35 m breite Flansche.
Die folgende 256 m lange, dreifeldrige Strombrücke besitzt in den beiden Randfeldern Stützweiten von 58,5 m und im Hauptfeld von 115 m. Der Überbau kragt an beiden Enden 12 m bis zum Gerbergelenk aus. In Längsrichtung ist das Bauwerkssystem ein Durchlaufträger. Der gevoutet ausgebildete Überbau hat eine maximale Konstruktionshöhe von 6,5 m über den Uferpfeilern. In Querrichtung ist ein zweistegiger Plattenbalken vorhanden, der zur Aufnahme großer Druckkräfte im Bereich der Uferpfeiler eine Bodenplatte besitzt. Die Bauwerkshöhe beträgt maximal 22 m.
Der letzte Teil ist die 512 m lange, nördliche Rampenbrücke. Das Bauwerk hat zwölf Öffnungen mit jeweils 40 m Stützweite. Das 44 m lange Übergangsfeld zur Strombrücke sowie der Querschnitt sind wie bei der südlichen Rampenbrücke ausgebildet.

### Unterbauten und Gründung
Die Überbauten ruhen auf paarweise angeordneten Stahlbetonhohlpfeilern. Diese sind auf Bohrpfählen oder Rammpfählen gegründet. Nur die Pfeiler der Hauptöffnung sowie die Widerlager besitzen eine Flachgründung.

### Instandsetzungen
Aufgrund einer mangelhaften Konsolbewehrung an den beiden längsbeweglichen Gelenkfugen, den Gerbergelenken, wurden Risserscheinungen im Beton im Bereich der Konsolen und Querträger beobachtet. Eine erste Instandsetzung erfolgte 1983. An jedem Steg wurden sechs vertikale Spannglieder eingebaut. Die Kosten betrugen 730.000 DM.
Von 1997 bis 1999 mussten schließlich stählerne Unterstützungskonstruktionen unter den Gerbergelenken eingebaut werden. Die Kosten betrugen 1,8 Millionen Euro. In einem Gutachten von 1998 wurde der Brücke wegen ihres Bauzustandes eine Restnutzungsdauer von 10 bis 15 Jahren attestiert.

## Brücke von 2010/2015

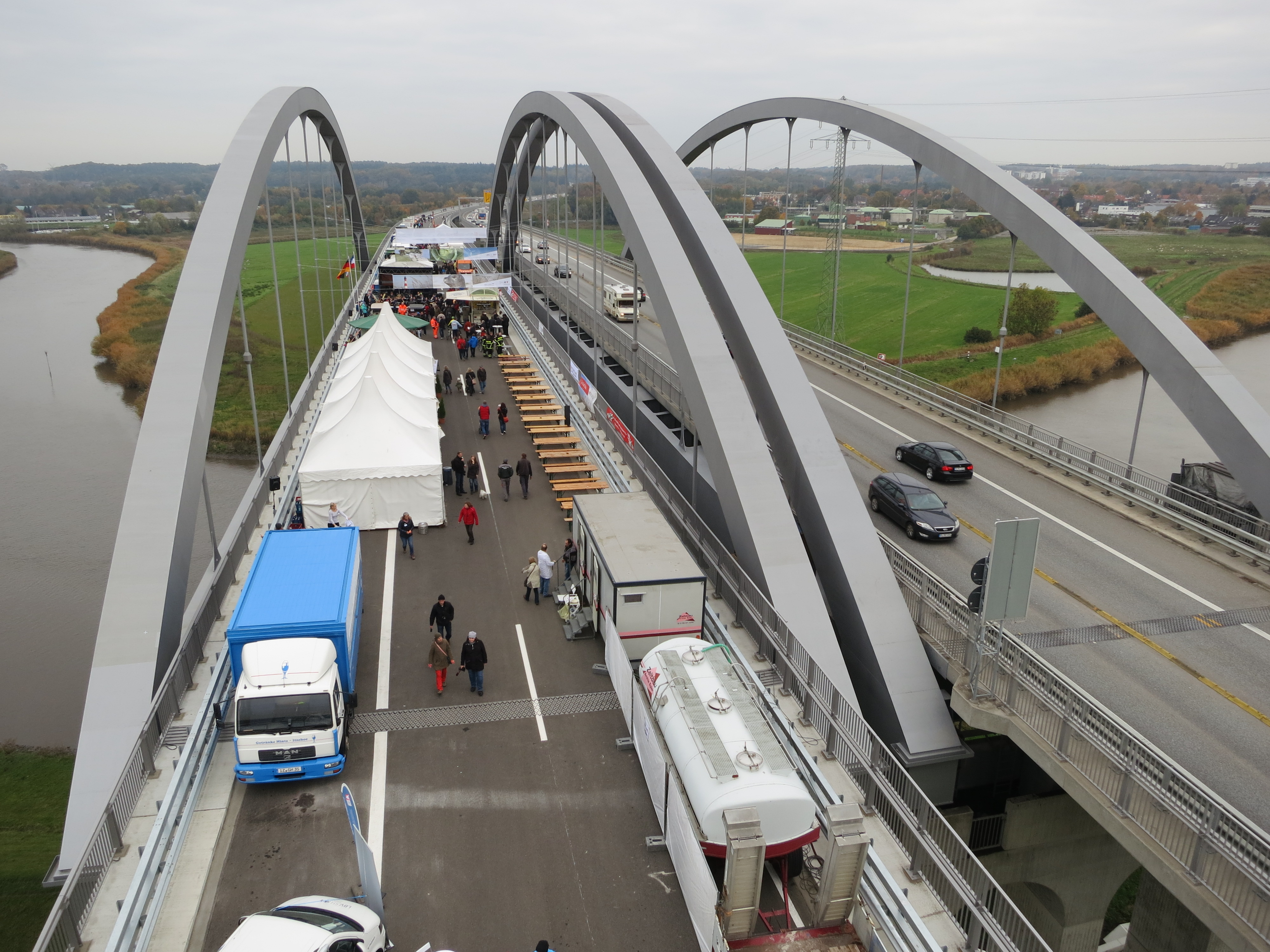
Eröffnung der westlichen Brücke am 24. Oktober 2015

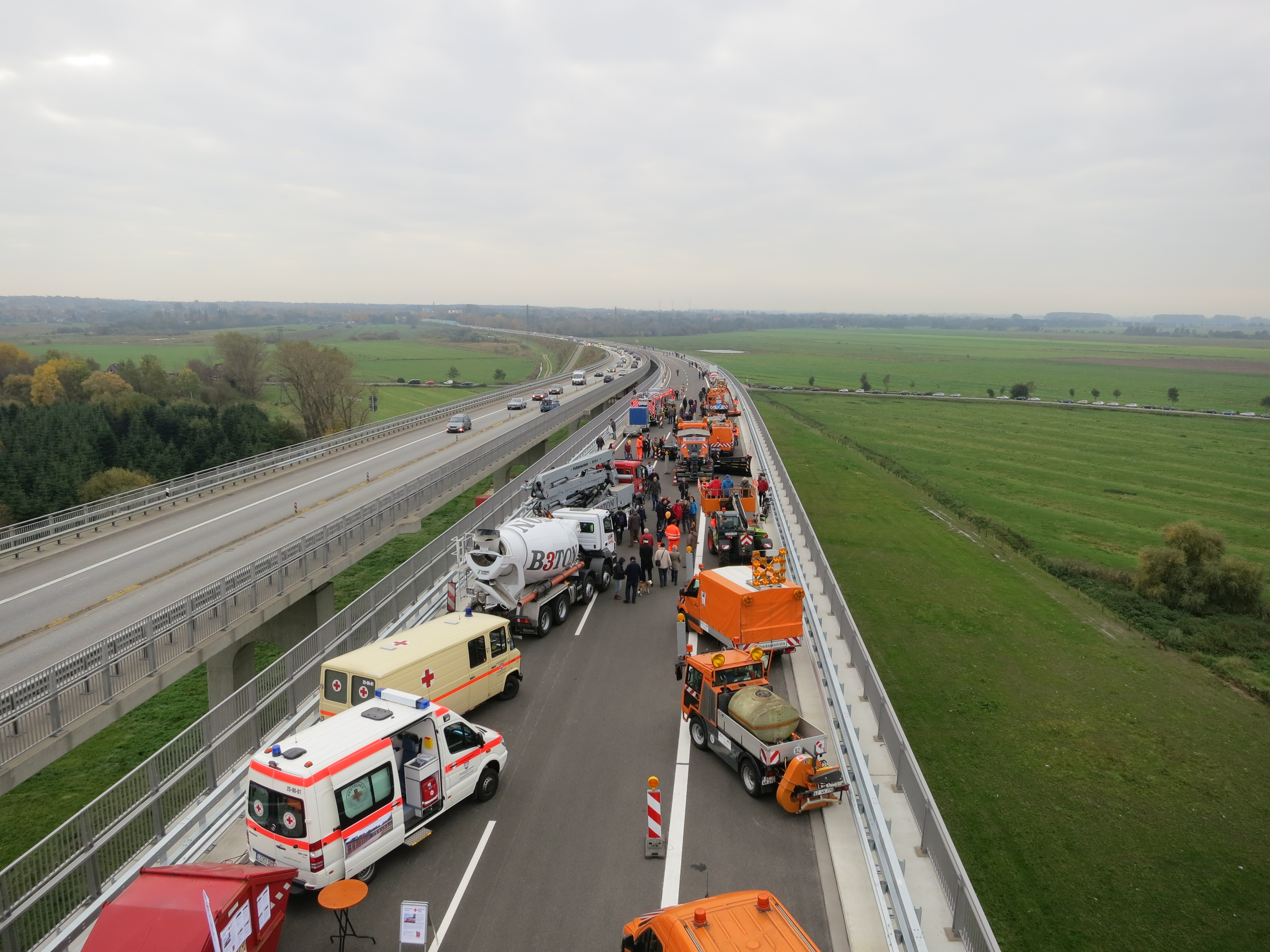
Eröffnung der westlichen Brücke am 24. Oktober 2015

Im Rahmen des Ausbaus der Bundesstraße 5 zur BAB 23 wird die Brücke von 1967 durch zwei getrennte, nebeneinanderliegende Brückenzüge ersetzt. Baubeginn war am 10. Januar 2007. Am 19. Juni 2010 wurde die erste neue Brücke, die die Richtungsfahrbahn Nord der neuen Autobahn aufnehmen wird, eingeweiht. An diesem Tag war das Bauwerk für Fußgänger und Radfahrer geöffnet. Seit Ende Juni 2010 steht die Brücke dem Kraftfahrzeugverkehr zur Verfügung. Anschließend folgte der Abbruch der alten Brücke und der Neubau des zweiten Überbaus. Am 24. Oktober 2015 wurde die zweite Brücke mit einem Bürgerfest eröffnet, für den Verkehr freigegeben am 19. November 2015.
Die neuen Brückenbauwerke sind mit je 15 m Breite, 1155 m Länge und 19 Öffnungen konstruktiv identisch. Die Stör wird mit Stabbogenbrücken überquert, die 120 m weit spannen und als Fahrbahnplatte eine Verbundkonstruktion besitzen.
Die Rampenbrücken sind als Verbundquerschnitt geplant und besitzen in Längsrichtung bei einer konstanten Konstruktionshöhe von zirka 3,0 m den Durchlaufträger als Bauwerkssystem. In Querrichtung ist ein einzelliger Hohlkastenverbundquerschnitt vorgesehen. Für die nördlichen Rampenbrücken sind jeweils 10 Felder mit einer Länge von 580 m geplant. Die Stützweiten vergrößern sich vom Widerlager aus von 45 m über 50 m, 55 m und 5 × 60 m auf 2 × 65 m. Für die südlichen Rampenbrücken sind jeweils acht Felder und eine Länge von 455 m vorgesehen. Die Stützweiten vergrößern sich vom Widerlager aus von 42 m über 50 m, 55 m und 3 × 60 m auf 2 × 64 m. Das Brückenbauwerk erhält eine Tiefgründung mit bis zu 20 m langen Ortbetonrammpfählen. In vier Achsen kommen wegen der Nähe zur vorhandenen Störbrücke Bohrpfähle mit 90 cm Durchmesser und Längen bis 22 m zur Ausführung.

Paul Klee: Revolution des Viadukts (1937)

Die Stützpfeiler orientieren sich an dem Gemälde Revolution des Viadukts von Paul Klee, das in der Hamburger Kunsthalle hängt.

## Trivia
Am 5. Februar 2011 wurde auf der für den Autoverkehr mittlerweile gesperrten alten Störbrücke ein Marathonlauf veranstaltet. Zwanzig Runden mit einer Länge von je 2120 Metern mussten zurückgelegt werden.